# 加藤弥三郎
加藤 弥三郎（かとう やさぶろう、生年不明 - 元亀3年12月22日（1573年1月25日））は、戦国時代の武将。諱は不詳。熱田加藤順盛の二男。兄に順政。『尾張國志』によれば、岩室長門守の婿となり岩室勘右衛門とも名乗ったという。
織田信長に小姓として仕え、永禄年間の初めには赤母衣衆に入っている。永禄3年（1560年）の桶狭間の戦いでは、信長が夜明けに急に出陣した際、岩室重休・長谷川橋介・佐脇良之・山口飛騨守と5人で従った。
永禄12年（1569年）の大河内城の戦いでは、佐脇らと共に尺限廻番衆となる。一方、『熱田加藤家史』によると、永禄6年（1563年）に信長の重臣「道盛」を斬って出奔したといい、浪々の末徳川家康に三千貫の禄を与えられて仕えたという。『信長公記』では理由は記さず、弥三郎は長谷川・佐脇・山口とともに信長の勘気をこうむり、家康を頼って遠州に身を隠していたとする。元亀3年12月22日（1573年1月25日）の三方ヶ原の戦いに参戦し、長谷川・佐脇・山口とともに討ち死にした。

## 登場作品
小説
- 楠乃小玉『織田信長と岩室長門守』（2016年刊、青心社）